# Nokia Lumia 900
Nokia Lumia 900 är en Windows Phone-baserad smartphone som annonserades 9 januari 2012 av Nokia.
Nokia Lumia 900 är Nokias tredje modell i Lumia-serien (efter modellerna Nokia Lumia 800 och Nokia Lumia 710), och utmärker sig för att vara den första Nokia-telefonen någonsin med LTE-teknik, det vill säga 4G. Lumia 900 har stöd för 50 Mbps nedströms och 25 Mbps uppströms.
Den amerikanska mobiloperatören AT&T i USA fick till en början ensamrätt för att sälja Nokia Lumia 900. 
Vid Mobile World i Barcelona den 27 februari 2012 meddelade Nokia att man utvecklat en variant för övriga marknader (inklusive Sverige) där LTE/4G ersätts med 42 Mbps Turbo-3G .

## Specifikationer
- System: Windows Phone (version 7.5)
- Skärm: 4,3 tum kapacitiv pekskärm med 800 × 480 pixlar
- Mobilnät: LTE över 700, 1700 och 2100 MHz (endast USA-modellen), Turbo-3G och GSM
- Lokala anslutningar: Wifi (11 b/g/n), Bluetooth och USB
- Kamera, primär: 8 megapixel (stillbilder) och 720p (video)
- Kamera, sekundär: 640 × 480 pixel (video)
- Processor: 1,4 GHz APQ8055 Qualcomm Snapdragon S2
- RAM: 512 MB
- Lagring: 16 GB
- Minneskortplats: nej (saknas)
- GPS: ja
- Batteri: 1 830 mAh
- Mått: 127,8 × 68,5 × 11,5 mm
- Vikt: 160 gram

## Media
- Lumia 900 hos Computer Sweden (9 januari 2012)
- Lumia 900 hos Mobil.se (10 januari 2012)
- Lumia 900 hos Feber.se (10 januari 2012)